# جان بول (كاتب)
جان بول (بالنرويجية البوكمول: Jan Bull)‏ هو كاتب وشاعر نرويجي، ولد في 7 يناير 1927، وتوفي في 16 ديسمبر 1985.